# المنيب
المنيب هي شياخة تفع في حي جنوب الجيزة بمحافظة الجيزة، ترجع التسمية إلى شخص من الأثرياء كان يقطنه ويمتلك قصراً به، يطلق على منطقة المنيب كذلك بوابة الصعيد، حيث يبدأ عندها طريق الصعيد، وتعد منطقة المنيب من أكبر مناطق حي جنوب الجيزة وأكثرها ازدحاماً واستقبالا للمهاجرين من أرياف مصر إلى القاهرة ، و يقع أشهر الطرق بها وهو الطريق الدائري، تنقسم المنيب من الداخل إلى ثلاث شوارع وهم؛ (طريق الكونيسة وشارع جمال عبد الناصر وشارع المدبح وعرضيا شارع 6 أكتوبر «أبو زارع».